# Grande Prêmio da Espanha de 1989
Resultados do Grande Prêmio da Espanha de Fórmula 1 realizado em Jerez em 1º de outubro de 1989. Décima quarta etapa do campeonato, foi vencido pelo brasileiro Ayrton Senna, da McLaren-Honda, com Gerhard Berger em segundo pela Ferrari e Alain Prost em terceiro com a outra McLaren-Honda.

## Resumo

### Panorama espanhol
Inconformada com a suspensão de Nigel Mansell por conta do incidente relativo às bandeiras pretas no Grande Prêmio de Portugal, a Ferrari interpôs um recurso junto à FIA, mas o veredicto não mudou. Agastado, o "leão" ameaçou deixar a Fórmula 1 antes de refluir em suas declarações e dirigir-se a Palma de Maiorca, no Arquipélago das Baleares, onde aproveitou a folga involuntária obrigando a sua equipe a correr com apenas um carro, algo semelhante ao ocorrido no Grande Prêmio de Mônaco de 1989. Ácido como de costume, Jean-Marie Balestre resumiu assim o acidente em Estorilː "Era um dia tão bonito, tão azul, com todo aquele público nas arquibancadas, e os dois imbecis fizeram aquilo", disse o presidente da FISA ao vergastar tanto Mansell, autor da transgressão e causador do acidente que tirou Senna da prova lusitana, quanto o brasileiro da McLaren.
Ciente de que precisava vencer para lutar por mais um título, Ayrton Senna fez o melhor tempo no primeiro treino de sexta-feira, mas foi desclassificado por marcar sua melhor volta enquanto os fiscais recolhiam a Rial do suíço Gregor Foitek (substituto de Christian Danner), cuja batida forçou a interrupção da sessão. Irritado, o brasileiro fez o melhor tempo quando reiniciaram os trabalhos, porém suas declarações sobre o dia na pista falavam mais sobre a dificuldade de enfrentar as dezesseis curvas de Jerez sob sol forte e menos sobre a virtual conquista de mais uma pole position. "A pole não é mais problema. O negócio agora é andar com pneus de corrida para saber como o carro vai se comportar", disse ele indiferente à multa de vinte mil dólares que recebeu. "Aqui os pneus perdem muita aderência. Essa é minha maior preocupação a partir de agora".
Empenhado em encontrar o melhor acerto para a corrida, Ayrton Senna correu com tanque cheio no sábado pela manhã alheio à possibilidade de superarem o seu tempo, mas Pierluigi Martini provou o contrário ao volante da Minardi, assim como quatro outros pilotos, dentre eles o ladino Alain Prost, companheiro de equipe e rival do brasileiro na McLaren, e o motivado Gerhard Berger, o único piloto da Ferrari na pista. Ciente do risco, Senna desperdiçou um jogo de pneus em sua volta lançada, mas na tentativa seguinte estabeleceu o melhor tempo do treino e comemorou sua 40ª (quadragésima) pole position. Gerhard Berger e Alain Prost vinham a seguir, com o surpreendente Pierluigi Martini em quarto e a Lola de Philippe Alliot em quinto. Em situação mais modesta, o piloto finlandês J. J. Lehto celebrou o décimo sétimo lugar no grid e sua primeira classificação efetiva para uma corrida de Fórmula 1 ao substituir Bertrand Gachot na Onyx.

### Vitória dolorida
Cioso quanto a um novo bote de Gerhard Berger na hora da largada, Ayrton Senna manteve a primeira posição com a Ferrari atrás de si enquanto Alain Prost vinha em terceiro lugar. Em apenas dez voltas a vantagem dos líderes sobre o francês era de dois segundos, a qual triplicou na vigésima volta. A referida tríade fez seus pit stops nas voltas 27 (Prost), 29 (Berger) e 30 (Senna) e graças ao trabalho bem-feito pela McLaren, Ayrton Senna manteve a liderança ao voltar à pista, com menos de dois segundos sobre Gerhard Berger. Sem alternativa, o brasileiro forçou o ritmo e negociou melhor as ultrapassagens sobre os retardatários, embora Philippe Alliot e Andrea de Cesaris tenham sido mais renitentes justo quando o câmbio, os freios e o computador de bordo de Senna não estavam em boas condições e o próprio piloto sentisse dores pelo corpo.
Depauperado, o bólido de Ayrton Senna estaria ao alcance de Gerhard Berger, mas para o desânimo dos tifosi o ataque não foi possível devido ao mau estado dos pneus da Ferrari e a um vazamento de óleo no motor do austríaco, tanto que, a dez voltas do fim, Senna tinha mais de vinte e três segundos sobre Berger e este mais de vinte em relação a Prost.
Sem nenhuma surpresa, o trio cruzou a linha de chegada uma volta adiante de quem completou a zona de pontuação. Exausto, Ayrton Senna conseguiu vencer, adiou a decisão do título para o Japão e igualou-se a Nelson Piquet em 20 vitórias, dividindo com ele o título de brasileiro que mais subiu ao topo do pódio na história da Fórmula 1. Aos fãs de Senna e demais torcedores impressionados com suas expressões de dor no momento da premiação e durante a coletiva de imprensa, o fisioterapeuta Josef Leberer explicouː "A tensão e a dificuldade de controlar o carro, com problemas de câmbio e freios, provocaram o enrijecimento do nervo ciático", razão pela qual o brasileiro da McLaren mal podia andar. Quanto ao segundo lugar de Gerhard Berger, este declarou o seguinteː "Tive dificuldade de levar o Ferrari até o final. Com o motor perdendo óleo, era impossível atacar Ayrton". Terceiro colocado, Alain Prost comparou seu carro a um táxi, declarou ser impossível ir além desse resultado, culpou o câmbio, o traçado de Jerez e o óleo em sua viseira pelo mau resultado e, embora tenha assinado uma declaração em sentido contrário, alfinetou a Honda. Completaram os seis primeiros os seguintes pilotosː Jean Alesi, da Tyrrell, Riccardo Patrese, pela Williams, e Philippe Alliot em sua Larrousse com chassis Lola.

### Decisão adiada
Mesmo com esse resultado, Ayrton Senna precisará triunfar no Japão e na Austrália para chegar ao título, caso contrário o francês Alain Prost, seu rival e companheiro de equipe, conquistará o tricampeonato mundial. Isso porque Alain Prost tem 76 pontos válidos contra 60 de Ayrton Senna, mas o brasileiro está isento do descarte de pontos estipulado no regulamento, enquanto seu adversário já chegou aos onze resultados válidos e tem a obrigação de abdicar do pior entre eles a cada etapa. "Conhecendo Alain, sua larga experiência, não creio que deixará escapar essa oportunidade", disse o tricampeão Nelson Piquet ao vaticinar Alain Prost como o campeão de 1989, pois o francês garantirá o título mesmo sem pontuar, desde que Senna também fique pelo caminho em qualquer das provas vindouras.

## Classificação da prova

### Pré-classificação
| Pos. | Nº | Piloto             | Construtor       | Tempo    | Dif.    |
| ---- | -- | ------------------ | ---------------- | -------- | ------- |
| 1    | 17 | Nicola Larini      | Osella-Ford      | 1:23.566 | —       |
| 2    | 37 | J. J. Lehto        | Onyx-Ford        | 1:23.958 | + 0.392 |
| 3    | 18 | Piercarlo Ghinzani | Osella-Ford      | 1:24.586 | + 1.020 |
| 4    | 30 | Philippe Alliot    | Lola-Lamborghini | 1:24.610 | + 1.044 |
| 5    | 40 | Gabriele Tarquini  | AGS-Ford         | 1:24.847 | + 1.281 |
| 6    | 36 | Stefan Johansson   | Onyx-Ford        | 1:24.944 | + 1.378 |
| 7    | 31 | Roberto Moreno     | Coloni-Ford      | 1:25.074 | + 1.508 |
| 8    | 29 | Michele Alboreto   | Lola-Lamborghini | 1:25.646 | + 2.080 |
| 9    | 34 | Bernd Schneider    | Zakspeed-Yamaha  | 1:25.673 | + 2.107 |
| 10   | 41 | Yannick Dalmas     | AGS-Ford         | 1:26.131 | + 2.565 |
| 11   | 35 | Aguri Suzuki       | Zakspeed-Yamaha  | 1:26.609 | + 3.043 |
| 12   | 33 | Oscar Larrauri     | Eurobrun-Judd    | 1:26.803 | + 3.237 |
| 13   | 32 | Enrico Bertaggia   | Coloni-Ford      | 1:27.236 | + 3.670 |

### Treinos oficiais
| Pos.    | Nº | Piloto                | Construtor       | Q1       | Q2       | Dif.    |
| ------- | -- | --------------------- | ---------------- | -------- | -------- | ------- |
| 1       | 1  | Ayrton Senna          | McLaren-Honda    | 1:21.855 | 1:20.291 | —       |
| 2       | 28 | Gerhard Berger        | Ferrari          | 1:22.276 | 1:20.565 | + 0.274 |
| 3       | 2  | Alain Prost           | McLaren-Honda    | 1:23.113 | 1:21.368 | + 1.077 |
| 4       | 23 | Pierluigi Martini     | Minardi-Ford     | 1:22.243 | 1:21.479 | + 1.188 |
| 5       | 30 | Philippe Alliot       | Lola-Lamborghini | 1:23.597 | 1:21.708 | + 1.417 |
| 6       | 6  | Riccardo Patrese      | Williams-Renault | 1:24.033 | 1:21.777 | + 1.486 |
| 7       | 11 | Nelson Piquet         | Lotus-Judd       | 1:23.235 | 1:21.922 | + 1.631 |
| 8       | 7  | Martin Brundle        | Brabham-Judd     | 1:23.761 | 1:22.133 | + 1.842 |
| 9       | 4  | Jean Alesi            | Tyrrell-Ford     | 1:24.615 | 1:22.363 | + 2.072 |
| 10      | 20 | Emanuele Pirro        | Benetton-Ford    | 1:24.647 | 1:22.567 | + 2.276 |
| 11      | 17 | Nicola Larini         | Osella-Ford      | 1:23.538 | 1:22.620 | + 2.329 |
| 12      | 8  | Stefano Modena        | Brabham-Judd     | 1:23.679 | 1:22.826 | + 2.535 |
| 13      | 3  | Jonathan Palmer       | Tyrrell-Ford     | 1:23.494 | 1:23.052 | + 2.761 |
| 14      | 19 | Alessandro Nannini    | Benetton-Ford    | 1:24.233 | 1:23.105 | + 2.814 |
| 15      | 22 | Andrea de Cesaris     | Dallara-Ford     | 1:24.900 | 1:23.186 | + 2.895 |
| 16      | 9  | Derek Warwick         | Arrows-Ford      | 1:24.161 | 1:23.222 | + 2.931 |
| 17      | 37 | J. J. Lehto           | Onyx-Ford        | 1:24.322 | 1:23.243 | + 2.952 |
| 18      | 12 | Satoru Nakajima       | Lotus-Judd       | —        | 1:23.309 | + 3.018 |
| 19      | 16 | Ivan Capelli          | March-Judd       | 1:23.401 | —        | + 3.110 |
| 20      | 24 | Luis Pérez-Sala       | Minardi-Ford     | 1:23.908 | 1:23.443 | + 3.152 |
| 21      | 5  | Thierry Boutsen       | Williams-Renault | 1:24.839 | 1:23.657 | + 3.366 |
| 22      | 10 | Eddie Cheever         | Arrows-Ford      | 1:24.222 | 1:23.729 | + 3.438 |
| 23      | 21 | Alex Caffi            | Dallara-Ford     | 1:24.658 | 1:23.763 | + 3.472 |
| 24      | 26 | Olivier Grouillard    | Ligier-Ford      | 1:24.991 | 1:23.931 | + 3.640 |
| 25      | 18 | Piercarlo Ghinzani    | Osella-Ford      | 1:26.147 | 1:24.003 | + 3.712 |
| 26      | 15 | Maurício Gugelmin     | March-Judd       | 1:28.311 | 1:24.707 | + 4.416 |
| 27      | 25 | René Arnoux           | Ligier-Ford      | 1:26.767 | 1:25.190 | + 4.899 |
| 28      | 39 | Pierre-Henri Raphanel | Rial-Ford        | 1:28.311 | 1:25.443 | + 5.152 |
| 29      | 38 | Gregor Foitek         | Rial-Ford        | —        | 1:29.226 | + 8.935 |
| Fontes: |    |                       |                  |          |          |         |

### Corrida
| Pos.    | Nº | Piloto                | Construtor       | Voltas | Tempo/Diferença      | Grid | Pontos |
| ------- | -- | --------------------- | ---------------- | ------ | -------------------- | ---- | ------ |
| 1       | 1  | Ayrton Senna          | McLaren-Honda    | 73     | 1:47:48.264          | 1    | 9      |
| 2       | 28 | Gerhard Berger        | Ferrari          | 73     | + 27.051             | 2    | 6      |
| 3       | 2  | Alain Prost           | McLaren-Honda    | 73     | + 53.788             | 3    | 4      |
| 4       | 4  | Jean Alesi            | Tyrrell-Ford     | 72     | + 1 volta            | 9    | 3      |
| 5       | 6  | Riccardo Patrese      | Williams-Renault | 72     | + 1 volta            | 6    | 2      |
| 6       | 30 | Philippe Alliot       | Lola-Lamborghini | 72     | + 1 volta            | 5    | 1      |
| 7       | 22 | Andrea de Cesaris     | Dallara-Ford     | 72     | + 1 volta            | 15   |        |
| 8       | 11 | Nelson Piquet         | Lotus-Judd       | 71     | + 2 voltas           | 7    |        |
| 9       | 9  | Derek Warwick         | Arrows-Ford      | 71     | + 2 voltas           | 16   |        |
| 10      | 3  | Jonathan Palmer       | Tyrrell-Ford     | 71     | + 2 voltas           | 13   |        |
| Ret     | 10 | Eddie Cheever         | Arrows-Ford      | 61     | Motor                | 61   |        |
| Ret     | 20 | Emanuele Pirro        | Benetton-Ford    | 59     | Spun Off             | 10   |        |
| Ret     | 21 | Alex Caffi            | Dallara-Ford     | 55     | Motor                | 23   |        |
| Ret     | 7  | Martin Brundle        | Brabham-Judd     | 51     | Spun Off             | 8    |        |
| Ret     | 15 | Mauricio Gugelmin     | March-Judd       | 47     | Colisão              | 26   |        |
| Ret     | 24 | Luis Pérez-Sala       | Minardi-Ford     | 47     | Spun Off             | 20   |        |
| Ret     | 5  | Thierry Boutsen       | Williams-Renault | 40     | Bomba de combustível | 21   |        |
| Ret     | 26 | Olivier Grouillard    | Ligier-Ford      | 34     | Motor                | 24   |        |
| Ret     | 23 | Pierluigi Martini     | Minardi-Ford     | 27     | Spun Off             | 4    |        |
| Ret     | 16 | Ivan Capelli          | March-Judd       | 23     | Transmissão          | 19   |        |
| Ret     | 37 | J. J. Lehto           | Onyx-Ford        | 20     | Câmbio               | 17   |        |
| Ret     | 18 | Piercarlo Ghinzani    | Osella-Ford      | 17     | Câmbio               | 25   |        |
| Ret     | 19 | Alessandro Nannini    | Benetton-Ford    | 14     | Spun Off             | 14   |        |
| Ret     | 8  | Stefano Modena        | Brabham-Judd     | 11     | Pane elétrica        | 12   |        |
| Ret     | 17 | Nicola Larini         | Osella-Ford      | 6      | Suspensão            | 11   |        |
| Ret     | 12 | Satoru Nakajima       | Lotus-Judd       | 0      | Colisão              | 18   |        |
| DNQ     | 25 | René Arnoux           | Ligier-Ford      |        |                      |      |        |
| DNQ     | 39 | Pierre-Henri Raphanel | Rial-Ford        |        |                      |      |        |
| DNQ     | 38 | Gregor Foitek         | Rial-Ford        |        |                      |      |        |
| DNPQ    | 40 | Gabriele Tarquini     | AGS-Ford         |        |                      |      |        |
| DNPQ    | 36 | Stefan Johansson      | Onyx-Ford        |        |                      |      |        |
| DNPQ    | 31 | Roberto Moreno        | Coloni-Ford      |        |                      |      |        |
| DNPQ    | 29 | Michele Alboreto      | Lola-Lamborghini |        |                      |      |        |
| DNPQ    | 34 | Bernd Schneider       | Zakspeed-Yamaha  |        |                      |      |        |
| DNPQ    | 41 | Yannick Dalmas        | AGS-Ford         |        |                      |      |        |
| DNPQ    | 35 | Aguri Suzuki          | Zakspeed-Yamaha  |        |                      |      |        |
| DNPQ    | 33 | Oscar Larrauri        | Eurobrun-Judd    |        |                      |      |        |
| DNPQ    | 31 | Enrico Bertaggia      | Coloni-Ford      |        |                      |      |        |
| Fontes: |    |                       |                  |        |                      |      |        |

## Tabela do campeonato após a corrida
| Pos.    | Piloto           | Pontos |
| ------- | ---------------- | ------ |
| 1       | Alain Prost      | 76     |
| 2       | Ayrton Senna     | 60     |
| 3       | Nigel Mansell    | 38     |
| 4       | Riccardo Patrese | 30     |
| 5       | Thierry Boutsen  | 24     |
| Fontes: |                  |        |

| Pos.    | Construtor       | Pontos |
| ------- | ---------------- | ------ |
| 1       | McLaren-Honda    | 141    |
| 2       | Ferrari          | 59     |
| 3       | Williams-Renault | 54     |
| 4       | Benetton-Ford    | 22     |
| 5       | Tyrrell-Ford     | 16     |
| Fontes: |                  |        |

- Nota: Somente as primeiras cinco posições estão listadas e a campeã mundial de construtores surge grafada em negrito. Entre 1981 e 1990 cada piloto podia computar onze resultados válidos por temporada não havendo descartes no mundial de construtores.